# Astra IVA
Astra IVA — семейство электровагонов метрополитена, эксплуатируемое в метро Бухареста. Всего построено 504 вагона (252 спарки) с 1976 по 1993 годы на заводе ASTRA Vagoane S.A. в городе Арад, Румыния.
С 2007 года вагоны постепенно выводятся из эксплуатации. Из четырёх действующих линий они остались только на M4. На январь 2017 года в эксплуатации находилось 90 вагонов (15 составов).